# Philanthropos
Philanthropos ou Institut Européen d'Études Anthropologiques (IEEA) est un institut au niveau universitaire d'étude de l'anthropologie chrétienne basé près de Fribourg, en Suisse.
Il propose depuis l'automne 2004 une formation sur une année en partenariat avec l'Université de Fribourg, où les étudiants sont inscrits administrativement.

## Historique
En 2000, un groupe d'intellectuels et universitaires catholiques suisses et français imagine la création d'un institut universitaire ayant pour vocation de proposer à de jeunes adultes une formation approfondie dans le but de développer une capacité de réflexion face aux défis de l'époque.
Cette initiative est lancée en réponse aux appels du pape Jean-Paul II, faisant état d'une crise contemporaine de nature anthropologique,, notamment dans son encyclique Ecclesia in Europa (en) de 2003, et soulignant l'enjeu de la formation de la jeunesse pour y faire face,.
Autour, en particulier, du Père Nicolas Buttet, ancien juriste et fondateur de la Fraternité Eucharistein, Nicolas Michel, Secrétaire général adjoint de l'ONU, du dominicain Benoît-Dominique de La Soujeole, ancien magistrat français, François-Xavier Putallaz, professeur de métaphysique à l'Université de Fribourg, est créé à Fribourg en 2003 l'Institut européen d'études anthropologiques, nommé Philanthropos, du grec : philein anthropos, « Qui aime l'homme »).
La formation, prévue initialement sur trois ans sera finalement dispensée sur une année académique.
L'institut, de langue française, s'installe à Bourguillon, près de Fribourg, en Suisse, avec une vocation européenne (par la provenance de ses professeurs et étudiants) et internationale : la première rentrée de septembre 2004 comprenait 19 étudiants de 3 nationalités, puis la taille des promotions a fortement évolué sur ses dix premières années d'existence avec des effectifs atteignant jusqu'à 51 étudiants, chiffre considéré alors comme une taille limite bien que les capacités d'accueil théoriques soient estimées à 60,. En 2018, l'Institut passait le cap des 500 anciens.
Après y avoir enseigné la philosophie de l'art pendant plusieurs années, Fabrice Hadjadj est nommé Directeur de l'Institut en janvier 2012, à compter de la rentrée universitaire 2012-2013, succédant à Yves Semen, directeur depuis la fondation de l'Institut,. En 2018, la communauté Eucharistein annonce son départ de l'Institut, dont elle se retire à l'été 2019.
Depuis novembre 2012, l'Institut propose également une formation en ligne, accessible depuis 2015 via le site spécifique e-philanthropos.
En avril 2025, Vincent Aubin est nommé directeur, à la suite de Fabrice Hadjadj.

## Concept
La vie à Philanthropos repose sur trois piliers : intellectuel (études), fraternel (vie commune), et spirituel (vie de foi chrétienne avec messe quotidienne). S'y ajoute aussi une formation artistique, centrée autour du théâtre, et du chant.

### Vie intellectuelle
L'institut Philanthropos privilégie une approche pluridisciplinaire de la personne humaine. La philosophie et la théologie sont ainsi mises en rapport avec les différentes approches de la littérature, des sciences humaines, ainsi que des religions autres que chrétienne,,.
L'année académique correspond à une année universitaire, et permet à ce titre l'obtention de 60 crédits ECTS,.
L'Institut fait intervenir de nombreux conférenciers extérieurs dans le cadre de cours thématiques ou de colloques, notamment à l'occasion de journées annuelles, mais accueille également le témoignage de personnalités diverses comme la reine Fabiola de Belgique.

### Vie fraternelle
L'hébergement des étudiants sur le site de l'Institut leur permet, à travers la vie commune, l'amitié, le partage des repas, l'étude en petit groupe, le travail collectif sur une œuvre théâtrale ou musicale, de développer les qualités humaines, et non seulement intellectuelles, qui sont nécessaires à l'unification de la personnalité et à l'ouverture au monde.

## Site

### Bourguillon

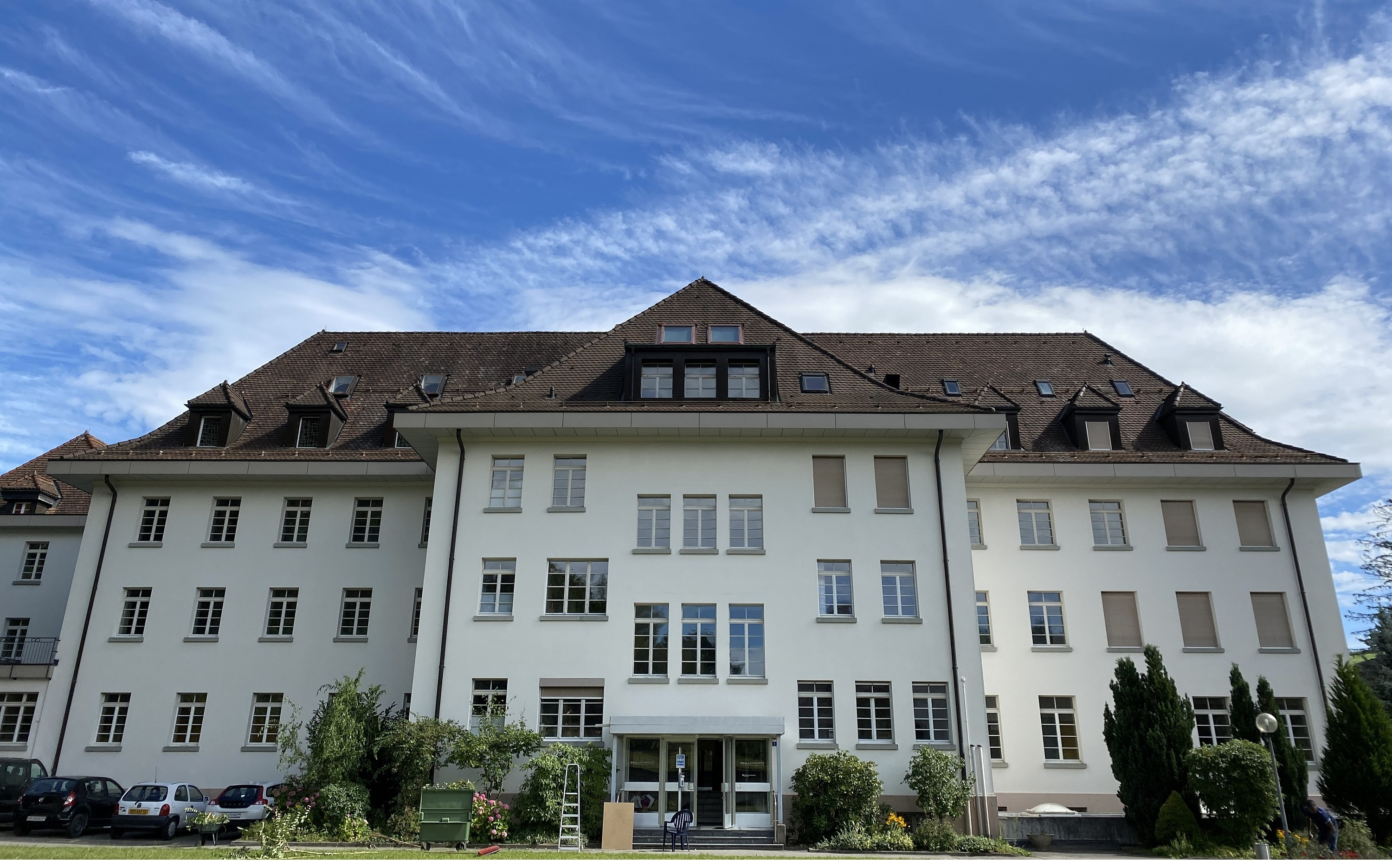
Façade principale de l'Institut, érigée en 1933

Bourguillon (Bürglen (de) en suisse allemand) est un hameau de la commune de Fribourg, en Suisse. Servant au Moyen Âge comme léproserie à distance de la ville, il devint un sanctuaire marial au début du XVe siècle, et est aujourd'hui encore un lieu important de pèlerinage de Suisse,.
L'Institut se situe en bordure nord de Bourguillon, à proximité immédiate des gorges du Gottéron et de l'emplacement de l'ancienne léproserie, d'abord convertie en hôpital et en hospice, avant d'être démolie et remplacée par un nouveau bâtiment accueillant l'actuel restaurant des Trois Tours.

### Campus
Les bâtiments du site de Philanthropos sont le résultat d'agrandissements successifs. Le terrain appartient tout d'abord à la famille Von der Weid, et constitue le parc d'un château dont l'édification suit une chronologie encore mal connue, comprise entre le XVIe siècle jusqu'aux alentours de 1760 au plus tard, ce bien qu'il figure déjà sur le plan géométrique de Pierre Sevin datant de 1715.
Le manoir, ses dépendances et son parc sont rachetés à la famille châtelaine en 1920 par les Sœurs de la Divine Providence de Baldegg (de), communauté de spiritualité franciscaine et se consacrant notamment à l'éducation des jeunes filles,. Après une première implantation dans le canton de Fribourg à Monterschu en 1909 puis à Rue en 1911, les Sœurs eurent besoin en effet d'acquérir rapidement de plus grands locaux. Le nouveau pensionnat ainsi fondé sous le vocable « Salve Regina » accueille 55 pensionnaires à son ouverture. Par la suite, le noyau d'origine constitué du « château » (qui gardera cette désignation) sera agrandi par les Sœurs en plusieurs étapes: 1932-33 pour le corps de logis principal,, dans lequel se trouve la chapelle Notre-Dame de l'Assomption, (consacrée en 1933), puis 1952 pour « la Roseraie » (actuel « Foyer Salve Regina »), et enfin 1975-77 pour le « Bel-Abri » et ses parties souterraines,.
En 2001, l'évêque de Fribourg Bernard Genoud propose à Nicolas Buttet l'installation du projet Philanthropos dans les locaux du pensionnat Salve Regina, option qui sera officialisée fin 2002. En effet, l'activité d'enseignement au pensionnat a cessé cette année-là,.
Les Sœurs de Baldegg en conservent cependant la propriété avant de la céder début 2018 à une Fondation diocésaine fribourgeoise, tout en maintenant leur présence sur place, ce jusqu'à leur départ en 2021.

## Personnalités liées à l'Institut
- S.A.I.R. l'Archiduc Rudolf d'Autriche (ancien Président de l'association des amis de l'Institut) ;
- Nicolas Michel (ancien Secrétaire général adjoint de l'ONU, ancien Président de l'Institut) ;
- Nicolas Buttet (Fondateur de la Fraternité Eucharistein, inspirateur du projet Philanthropos).
- Yves Semen (Directeur jusqu'en 2012)[19] ;
- Fabrice Hadjadj (Directeur depuis 2012)[30] ;
- Sylvain Chareton (Directeur Adjoint entre 2012 et 2018, puis nommé directeur de l'UCO Laval)[51]

Depuis ses débuts, l'Institut a compté plusieurs personnalités dans son comité d'honneur, dont:
- S.A.I.R. l'Archiduc Otto de Habsbourg-Lorraine
- Les cardinaux Philippe Barbarin, Georges Cottier, Christoph Schönborn
- Soeur Emmanuelle
- Jean-Marie Le Méné, président de la Fondation Jérôme Lejeune

### Corps professoral
- Fabrice Hadjadj (Directeur de l'Institut, Philosophie)
- Prof. François-Xavier Putallaz (Philosophie)
- Prof. Dominique Lambert (Sciences)
- P. Nicolas Buttet (Anthropologie)
- Thibaud Collin[52] (Philosophie)
- Prof. Henri Torrione (Philosophie politique)
- Olivier Rey (Littérature)
- Jean-Luc Marion
- Pierre-Yves Gomez (Économie)
- Prof. Paul-Bernard Hodel op. (Histoire)
- P. Yohanan Goldman (Bible et anthropologie religieuse)
- Prof. Nicolas Michel (Président de l'Institut) (Doctrine sociale)
- P. Gilles Émery o.p. (Théologie)
- Annie Laurent (Histoire religieuse, connaissance de l'Islam)
- Mgr Pascal Ide
- Michel Lacroix
- Patrick de Laubier
- Prof. Benoît-Dominique de La Soujeole o.p. (Théologie)